# Сан-Мауро-Форте
Сан-Мауро-Форте (італ. San Mauro Forte) — муніципалітет в Італії, у регіоні Базиліката, провінція Матера.
Сан-Мауро-Форте розташований на відстані близько 360 км на південний схід від Рима, 45 км на південний схід від Потенци, 36 км на південний захід від Матери.
Населення — 1581 особа (2014).
Щорічний фестиваль відбувається 15 січня. Покровитель — San Mauro.

## Демографія
Населення за роками:

Станом на 1 січня 2023 року в муніципалітеті офіційно проживали 53 іноземці з 17 країн, серед них 10 громадян країн Євросоюзу та 1 громадянин України.

## Сусідні муніципалітети
- Аччеттура
- Крако
- Феррандіна
- Гарагузо
- Олівето-Лукано
- Саландра
- Стільяно